# Darwinella warreni
Darwinella warreni är en svampdjursart som beskrevs av Topsent 1905. Darwinella warreni ingår i släktet Darwinella och familjen Darwinellidae.
Artens utbredningsområde är havet utanför Sydafrika. Inga underarter finns listade i Catalogue of Life.